# Walther Kranz
Walther Kranz, född den 23 november 1884 i Georgsmarienhütte vid Osnabrück, död den 18 september 1960 i Bonn, var en tysk klassisk filolog och filosofihistoriker.